# سمندر عینکی
سمندر عینکی (نام علمی: Salamandrina terdigitata) نام یک گونه از تیره سمندران است. این گونه فقط در جنوب کوهستان آپنینی در ایتالیا در ارتفاعات ۲۰۰ و ۱٬۲۰۰ متری بافت‌های می‌شود.